# Cova dels Muricecs
La cova dels Muricecs és una cova i jaciment situat al municipi de Llimiana (Pallars Jussà), inclòs a l'Inventari del Patrimoni Arqueològic i Paleontològic de Catalunya.
Cova amb nivells de l'edat de bronze i del Paleolític, excavada en el marc d'un projecte d'investigació de la Universitat de Barcelona. La cova presenta estructures negatives de l'Edat de Bronze i fogars del Paleolític que indiquen que la cova va ser ocupada durant un llarg període detemps. El seu nom procedeix dels principals habitants de la cova: els muricecs, dits també rats penats, ratpenats o rates pinyades en altres territoris de parla catalana. És visitable en règim de visites guiades.

## Situació geogràfica i geològica
Es troba en el municipi de Llimiana (Pallars Jussà) al vessant esquerre de la Noguera Pallaresa, quel és un afluent del riu Segre. El seu accés no és de fàcil circulació, ja que s'hi ha d'arribar a través de la serra del Montsec amb una alçada que pot arribar a vegades als 1700 m. L'assentament, que es troba a uns 560 metres sobre el nivell del mar, està situat prop l'antiga carretera que va de Balaguer a Tremp (entre els quilòmetres 52 i 53), des de la qual cal pujar unes escales tallades a la roca que porten cap a un penya-segat que, en direcció nord-oest, després d'uns 200 metres porta, tot passant per un camí, fins a l'entrada de la cova.

## Descripció de la cova
Es tracta d'un emplaçament càrstic, amb una entrada d'uns 3 metres d'ample per uns 4 metres d'alt, que es tracta d'un petit vestíbul de 28 metres que desemboca, tot passant per un passadís llarg i estret estalagmític i estalactític, a la «sala dels muricecs», que és la cambra més gran de la cova amb unes mesures de 25 ×18 × 9 metres, on es pot observar que han caigut molts blocs de pedra calcària. Hi ha un pis superior conformat per diverses galeries que també tenen estalactites i estalagmites.

## Història arqueològica
Encara que molt coneguda pels habitants de la zona, la cova dels Muricecs mai no havia estat estudiada; tan sols expedicions espeleològiques havien trepitjat aquest assentament. No serà fins al 1964 que Joan Maluquer de Motes va dur a terme una única excavació amb companys i estudiants seus. Malgrat que els seus resultats no estan publicats completament, en aquesta intervenció s'hi van trobar diferents materials ceràmics ubicats en l'edat del Bronze, així com una destral polida, ceràmica decorada i un derelicte de bronze, que es va poder observar que eren fruit d'un espoli.
El 1995 investigadors del Seminari d'Estudi i Recerques Prehistòriques (SERP) grup de recerca vinculat a la càtedra de Prehistòria de la Universitat de Barcelona, va fer una anàlisi exhaustiva del jaciment, en el qual van identificar tres nivells, el primer del bronze mitjà i els altres dos que corresponen al Paleolític mitjà. Les excavacions al jaciment es reprenen l'any 2023 per part del Grup de Recerca del Quaternari de la Universitat de Barcelona i són dirigides per Joan Daura i Montserrat Sanz. Els treballs se centren en els nivells paleolítics de l'entrada de la cova on es concentren les ocupacions humanes del Paleolític mitjà.

## Història
La revisió dels estrats que es va fer de les antigues planimetries dels anys 60 va permetre identificar tres estrats que oscil·laven en dos períodes ben diferenciats: 
- Estrat I, corresponent al bronze mitjà amb uns 12 i 22 cm de potència arqueològica en els quals, encara que molt barrejats, s'hi van poder identificar ítems ceràmics amb diferents decoracions (llises, decoracions plàstiques com trenades o d'altres elements de subjecció) important destaca que a l'entrada del vestíbul si va poder identificar una sitja amb una profunditat d'uns 50 cm o s'hi va trobar un vas polit i un molí, d'entre altres coses.
- Estrat II-III, del Paleolític mitjà i amb una potència de 60 i 90 cm, es va trobar ítems lítics que semblaven fruit de un procés de talla, en què abunden les quarsites i el sílex. També s'ha documentat l'existència d'un fogà, i un nombre importants de fauna com cérvol, os, pantera, cavall, castor i cabra pirinenca.
- Un últim estrat molt compacte i sense gaire potència que estava tapant la roca mare de la cova, i en el qual no es va trobar cap material.